# Cairos GLT system

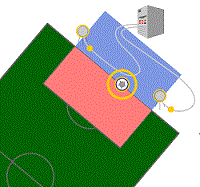
Desenho que mostra o funcionamento do Cairos GLT system

Cairos GLT system é uma Tecnologia da Linha do Gol aprovada pela FIFA. Desenvolvido pela empresa alemã Cairos Technologies AG, foi o terceiro sistema a ser aprovado pela entidade máxima do futebol.

## História
O Cairos GLT system é uma evolução de um sistema criado pela mesma empresa, que foi testado no Campeonato Mundial de Futebol Sub-17 de 2005, mas que provou-se um pouco lento e com pouca acurácia.
Após conseguir êxitos em testes do laboratório EMPA com Cairos GLT system, a empresa entrou com o processo para receber a licença da FIFA. Este novo sistema foi avaliado nos dias 18 e 20 de dezembro de 2012, primeiramente no Estádio Wildpark, do Karlsruhe, e posteriormente no centro de treinamento do Mutschelbach, clubes das divisões inferiores da Alemanha.
Sua aprovação foi oficializada no dia 25 de Fevereiro de 2013, após o sistema atender a todos os requisitos obrigatórios a que foi testado.
| “ | "A Cairos Technologies AG, controladora da Impire AG, se tornou nesta segunda-feira (25/02/2013) a terceira fornecedora de Tecnologia da Linha do Gol a ser licenciada pela FIFA, após atender todos os requisitos dos testes." | ” |

## Funcionamento
O sistema Cairos se baseia em campos magnéticos, que enviam uma mensagem para o relógio do árbitro quando a bola ultrapassa a linha do gol.
Um chip usado dentro da bola envia sinais a uma central de "GPS". Um computador analisa os dados, e diz se a bola "passou a baliza" ou não.